# Truncatoflabellum dens
Truncatoflabellum dens is een rifkoralensoort uit de familie van de Flabellidae. De wetenschappelijke naam van de soort is voor het eerst geldig gepubliceerd in 1902 door Alcock.